# روس باربور
روس باربور (بالإنجليزية: Ross Barbour)‏ (1 فبراير 1993 بغلاسكو في المملكة المتحدة - ) هو لاعب كرة قدم بريطاني في مركز الدفاع. لعب مع نادي كيلمارنوك.

## وصلات خارجية
- روس باربور على موقع قاعدة بيانات كرة القدم.إي يو (الإنجليزية)
- روس باربور على موقع Soccerway.com (الإنجليزية)